# Mahmoud Al Youssef
Mahmoud Al Youssef (arab. محمود اليوسف; ur. 20 stycznia 1988 w Latakii) – syryjski piłkarz grający na pozycji bramkarza. Od 2017 jest zawodnikiem klubu Victory Sports Club.

## Kariera piłkarska
Swoją karierę piłkarską Al Youssef rozpoczął w klubie Hutteen SC, w którym w 2005 roku zadebiutował w pierwszej lidze syryjskiej. W 2013 roku wyjechał do Omanu i został tam zawodnikiem klubu Al-Nasr Salalah. W sezonie 2014/2015 grał w Al-Mussanah Club, a w 2015/2016 - w Sohar SC.
W 2016 roku Al Youssef został zawodnikiem malediwskiego klubu United Victory. W 2017 przeszedł do innego klubu z tego kraju, Victory Sports Club. W 2018 roku był z niego wypożyczony do Maziya S&RC.

## Kariera reprezentacyjna
W reprezentacji Syrii Al Youssef zadebiutował 26 marca 2013 w przegranym 1:2 towarzyskim meczu z Irakiem. W 2019 roku powołano go do kadry na Puchar Azji.